# Cabezón de la Sal
Cabezón de la Sal ist eine Gemeinde in der spanischen Autonomen Region Kantabrien. Der Name Cabezón stammt von der lateinischen Bezeichnung einer Maßeinheit für die Salzmenge. Der Zusatz de la sal ("des Salzes") weist auf eine Besonderheit der Gemeinde mit ihren Salzminen hin und unterscheidet sie von der anderen Gemeinde in Kantabrien, Cabezón de Liébana. Neben der Salzproduktion basiert die Wirtschaft auf der Landwirtschaft mit der Produktion von Getreide und Wein, der Forstwirtschaft, der Viehzucht und der handwerklichen Produktion.

## Orte
- Bustablado
- Cabezón de la Sal (Hauptstadt)
- Cabrojo
- Carrejo
- Casar
- Duña
- Ontoria
- Periedo
- Santibáñez
- Vernejo
- Virgen de la Peña (Cantabria)